# Wilma Labate
Wilma Labate est une réalisatrice italienne née le 4 décembre 1949 à Rome.

## Filmographie
- 1990 : Ciro il piccolo (court métrage documentaire)
- 1992 : Ambrogio (it)
- 1996 : La mia generazione
- 2001 : Domenica (it)
- 2001 : Genova. Per noi (it) (documentaire)
- 2001 : Un altro mondo è possibile (documentaire) coréalisation
- 2003 : Maledetta mia (it) (documentaire)
- 2003 : Lettere dalla Palestina (it) (documentaire) coréalisation
- 2007 : Signorina Effe (it)
- 2014 : Qualcosa di noi (it)
- 2018 : Arrivederci Saigon (it)
- 2021 : La ragazza ha volato (it)